# Obelisc de Ciutadella
L'obelisc de Ciutadella, popularment conegut com a «sa piràmide» és un obelisc que es troba al centre de l'emblemàtica Plaça des Born de Ciutadella de Menorca. Fou realitzada el 1857 per commemorar l'Any de Sa Desgràcia, segons un projecte de l'historiador Rafael Oleo i Quadrado pel mestre constructor Josep Mas i Llufriu. És d'estil neoclàssic i mesura vint-i-dos metres d'altura.
Presideix la plaça des Born, i està envoltat de diversos palaus i edificis importants del nucli antic ciutadellenc. La seva funció és commemorar la desgràcia turca que succeí el nou de juliol de 1558 a la ciutat, quan les tropes de Mustafá Piali invadiren Ciutadella. L'obelisc recorda la importància estratègica que va tenir l'illa de Menorca dins el Mediterrani. Cada divendres i dissabte se celebra un mercat als peus de l'obelisc i els comerciants ocupen gairebé tota la plaça.

## Història
Una flota turca entrà a Ciutadella de Menorca el 1558. Després d'un setge d'una setmana, la ciutat fou conquerida per l'exèrcit Otomà de Mustafà Piali. Els turcs, en entrar a la ciutat la saquejaren i la incendiaren fins a la seva total destrucció. Els supervivents, tant els de Ciutadella com els del seu voltant, foren més de tres mil. Foren empresonats i traslladats a les terres de Constantinoble per ser venuts com a esclaus. L'obelisc des Born recorda la tragèdia del dia nou de juliol. A la base porta escrites quatre inscripcions lapidàries en llatí «Pro aris et focis hic sustinuimus usque ad mortem» que significa «Aquí vam resistir, per l'altar i la llar, fins a la mort».
El monument té vint-i-dos metres d'alçària. L'any 1857 es va col·locar la primera pedra durant una cerimònia solemne. Es diu que, sota la pedra, es van posar monedes l'any 1558. Amb el temps, dues façanes del monument van pater els efectes del llebeig, el vent del sud-oest que duu aigua de la mar que es absorbida per la pedra. L'obelisc es va restaurar el 2009 per més de 50.000 euros, una operació de la qual la qualitat no fa unanimitat. La societat Històrico-arqueològica Martí i Bella va criticar les tècniques utilitzades per no respectar els materials històrics.
L'obelisc està envoltat per diversos palaus i edificis importants:
- El renaixentista Martorell
- El neoclàssic Torre-Saura
- El palau Salort
- El teatre des Born
- Ajuntament de Ciutadella (antic Alcàsser)
- Mirador al port de Ciutadella
- Església de San Francesc (segle xiii